# Natalya Sutyagina
Natalya Sutyagina, née le 17 janvier 1980 à Penza, est une nageuse russe. 

## Palmarès

### Championnats d'Europe
- Championnats d'Europe 2004 à Madrid
  -  Médaille d'or du 50 mètres papillon
- Championnats d'Europe 2008 à Eindhoven
  -  Médaille d'argent du 4 × 100 mètres quatre nages

### Championnats d'Europe en petit bassin
- Championnats d'Europe en petit bassin 2001 à Anvers
  -  Médaille de bronze du 50 mètres papillon

### Universiade
- Universiade d'été de 2001 à Pékin
  -  Médaille d'argent du 100 mètres papillon